# Die Fledermaus (1931)
Die Fledermaus ist eine deutsch-französische Verfilmung nach der gleichnamigen Operette von Johann Strauß unter der Regie von Karl Lamač aus dem Jahr 1931. Die Dialogregie hatte Karl Forest. Die Hauptrollen wurden besetzt mit Anny Ondra in der Rolle der Zofe Adele, Betty Werner und Georg Alexander als Ehepaar von Eisenstein, Oscar Sima als Doktor Falke, Hans Junkermann als Gefängnisdirektor Frank, Ivan Petrovich als Prinz Orlofsky und Karl Etlinger als Gefängnisaufseher Frosch.

## Handlung
Während der Karnevalszeit nimmt Gabriel von Eisenstein in Begleitung seines Freundes Falke, der ein Fledermaus-Kostüm trägt, an einer Veranstaltung teil. Er hofft, dadurch die kleine Auseinandersetzung, die er mit seiner Frau Rosalinde hatte, aus dem Kopf zu bekommen. Es herrscht eine ausgelassene Stimmung, die dazu beiträgt, dass die Herrenrunde beschließt, Falke einen Streich zu spielen. Das sieht so aus, dass man ihn völlig betrunken in seinem Kostüm unter dem Baum liegen lässt, wo er eingeschlafen ist. Das bleibt für Falke nicht ohne Folgen, der sich am nächsten Morgen mit dem Spott des ganzen Städtchens konfrontiert sieht. Falke macht vor allem Eisenstein für seine Situation verantwortlich und ist fest entschlossen, sich an ihm zu rächen. Eisenstein wiederum findet bei sich zu Hause eine Vorladung wegen Beamtenbeleidigung und nächtlicher Ruhestörung vor. Vor Gericht trifft er auf Dr. Hell, einen der Herren aus der vergnüglichen Runde vom Abend zuvor. Dieser trennt jedoch streng zwischen Dienst und Vergnügen und verurteilt Eisenstein zu einigen Tagen Haft. Die Strafe soll noch am selben Abend angetreten werden.
Überraschend erscheint jedoch Falke bei Eisenstein und fordert diesen auf, ihn zu einem Fest zu begleiten, das Prinz Orlofsky gibt. Er macht Eisenstein vor, er müsse seine Strafe erst um zwölf Uhr antreten, also sei Zeit genug. Eisenstein erfindet gegenüber seiner Frau eine Ausrede und ist gern bereit, Falke zu begleiten. Kaum haben die beiden Herren das Haus verlassen, klettert der Tenor Alfred durchs Fenster, um Rosalinde Eisenstein, seine Jugendliebe, zu besuchen. Diese ist ziemlich empört, kann aber nicht verhindern, dass Alfred sich an den Tisch setzt und den Hausherrn spielt. Unglücklicherweise für Alfred erscheint Gefängnisdirektor Frank persönlich, um Eisenstein abzuholen und erliegt dem Irrtum, der Tenor sei Eisenstein. Um ihren guten Ruf besorgt, bestärkt Rosalinde Frank in seinem Glauben und so wandert Alfred ins Gefängnis.
Im Palais des Prinzen Orlofsky wird das Stubenmädchen Adele den Anwesenden von Falke in einem Kleid von Rosalinde von Eisenstein als berühmte Schauspielerin präsentiert, Gefängnisdirektor Frank als Chevalier und Eisenstein selbst als Marquis. Niemand weiß vom anderen, wer er wirklich ist. Doch auch Rosalinde von Eisenstein besucht das Fest verkleidet als ungarische Gräfin und bändelt mit ihrem eigenen Mann an, der sich, ohne zu wissen, wer sie ist, in seine eigene Frau verliebt. Sie bringt seine Uhr in ihren Besitz, um ein Pfand für später zu haben. Gerade als das Fest seinen Höhepunkt erreicht hat, erinnert sich Eisenstein, dass es Zeit ist, seine Gefängnisstrafe anzutreten. Inzwischen geht es auch an diesem Ort ungewöhnlich vergnüglich zu. Frosch, Aufseher im Gefängnis und meist nicht nüchtern, gelingt es nicht, für Ordnung zu sorgen, während der Tenor Alfred sein gesamtes Repertoire an Liedern durchprobieren zu scheint. Dann erscheint auch noch der Gefängnisdirektor, der verzweifelt reagiert, als er ein Telegramm vorfindet, das den Besuch des Ministers ankündigt. Ihm liegt viel daran, ein mustergültig geführtes Gefängnis vorzuweisen, allerdings hat er bloß vier Gefangene. Als Eisenstein im Gefängnis eintrifft, ist die entstehende Verwirrung noch größer, keiner glaubt, was der andere sagt, jeder meint, er werde betrogen. Letztendlich taucht auch noch Rosalinde von Eisenstein auf und wird sogleich von ihrem Ehemann mit Vorwürfen überzogen, bringt ihn jedoch zum Schweigen, als sie ihm seine Uhr präsentiert, die beweist, dass sie diejenige ist, die Grund hätte, böse auf ihn zu sein. Dann erscheint auch noch Orlofsky mit seinen Gästen und kurz darauf der Minister. Die Besichtigung löst bei ihm Erstaunen darüber aus, dass die Insassen des Gefängnisses so außergewöhnlich elegant gekleidet sind, was der Direktor damit erklärt, dass dies ihm zu Ehren der Fall sei. Der Minister fühlt sich geschmeichelt und der Direktor erhält den von ihm lang ersehnten Verdienstorden.

## Produktion

### Produktionsnotizen
Die Dreharbeiten begannen am 31. August 1931 und endeten Mitte November desselben Jahres. Gedreht wurde in den Pathé-Natan-Studios in Paris.
Das Libretto stammt von Karl Forest, Richard Genée und Carl Haffner, die musikalischen Szenen gehen auf Ludovic Halévy und Henri Meilhac zurück. Die musikalische Leitung lag bei Ferdinand Folba. Die Aufnahmeleitung hatte Adolf Rosen inne. Für die Filmbauten trugen Heinz Fenchel und Lucien Aguettand die Verantwortung.
Für Betty Werner blieb die Darstellung der Rosalinde von Eisenstein ihre einzige Filmrolle.

### Veröffentlichung
Der Film hatte in Deutschland am 25. Dezember 1931 Premiere. Am darauffolgenden Tag wurde er unter dem Titel Flagermusen in Dänemark veröffentlicht und am 30. Dezember 1931 unter dem Titel Netopir in Slowenien. Weitere Veröffentlichungen:
- 04. Januar 1932 in Kroatien unter dem Titel Šišmiš
- 29. Januar 1932 in Schweden unter dem Titel Läderlappen
- 10. Februar 1932 in Portugal unter dem Titel Anny na Alta Roda
- 12. Februar 1932 in Ungarn unter dem Titel Denevér
- 01. Mai 1932 in Finnland

Aufgeführt wurde der Film unter dem Titel Die Fledermaus zudem in Österreich.

## Rezeption

### Kritik
Der Autor und Kritiker Karlheinz Wendtland zitierte die in der Filmwoche abgedruckte Meinung von Edith Hamann: „Daß der Tonfilm Die Fledermaus eines Tages kommen müßte, das war zu erwarten – er hätte die Tonfilmoperette werden müssen, aber leider enttäuscht der Regisseur Lamac uns dieses Mal. Abgesehen von einigen sehr witzigen Einfällen ist ihm wenig Originelles eingefallen. Sein Grundfehler ist, daß er das Ganze nicht auf das Musikalische stellt, sondern einen Schwank mit teils possenhaften, teils revuemäßigen Szenen daraus macht, die auseinanderfallen, weil der Zauber fehlt, der diese Operette so ewig bühnenfrisch erhalten hat: Der Zauber ihrer Musik …“ Und weiter hieß es, wahrscheinlich liege „der Fehler schon in dem Manuskript von Hans H. Zerlett, der gewiß keine leichte Aufgabe in der Bearbeitung dieses Stoffes“ vorgefunden habe, ihn aber „nicht zusammengefasst, sondern durch Hinzudichtung noch mehr zerstückelt“ habe. Leichter hätten es Film und Kritiker gehabt, wenn sein Titel nicht Die Fledermaus, sondern Adele gewesen wäre, „denn Adele [sei] der linkisch-graziöse, süß-drollig augenkullernde Mittelpunkt dieses Films – Adele in der reizenden Gestalt von Anny Ondra, die allen Nöten und Keckheiten dieses klassischen Zöfchens mit allen Registern ihres sprudelnden Talentes gerecht“ werde. „Weniger glücklich“ sei „die Besetzung der Rosalinde mit Betty Werner, sicherlich eine Sängerin von Format“, entziehe es sich aber ihrer Beurteilung, ob „ihre Stimme durch das Tonsystem (RCA) nicht zur Wirkung“ gekommen sei. Georg Alexander sei „ein lustiger Eisenstein, Sima ein ausgezeichneter Falke, Hans Junkermann ein vergnüglicher Frank, aber der Frosch von Karl Etlinger erziel[e] nicht die zwerchfellerschütternden Wirkungen, zu denen diese Rolle prädestiniert“ sei. Ivan Petrovich gebe den Prinzen Orlofsky „ein wenig zu würdevoll und schwer“ – außerdem scheine er „durch eine auffallend schlecht sitzende Uniform behindert“.
In der Filmwelt war zu lesen, Anny Ondra sei „die wirklich ideale Adele, das hübsche junge Mädchen aus dem Volke, das eine Sehnsucht nach dem ‚Höheren‘ im Herzen“ trage und „das trotzdem die Realitäten des Alltags nicht“ vergesse. Ondra, „die durch ihre echte Fröhlichkeit schon manchen erheiternden Filmabend geschaffen“ habe, lasse „alle guten Geister des Humors lebendig werden, um die kleine Adele auf zwei flinke Tanzbeine zu stellen“. „Unnötig“, sei es, „zu betonen, daß ihrer blonden Anmut das neckische Kostüm der achtziger Jahre besonders gut“ stehe, „weil es die Grazie ihrer Figur besonders“ betone.

### Weitere Verfilmungen
Bereits 1917 entstand die erste Verfilmung unter der Regie von Ernst Lubitsch unter dem Titel Das fidele Gefängnis. Max Mack verfilmte Die Fledermaus 1923 in einem Stummfilm. Karlheinz Wendtland schrieb, diese Operette von Johann Strauß sei sehr „oft verfilmt worden“ und auch sehr „bekannt“ und verwies auf eine Version von Paul Verhoeven von 1937, in der Georg Alexander, der hier als Gabriel von Eisenstein zu sehen ist, wiederum mitwirkte, diesmal als Staatsanwalt. Auch Hans Junkermann, der hier als Gefängnisdirektor besetzt ist, wirkte in der Version von 1923 bereits in derselben Rolle mit. Im Jahr 1944 entstand ein Farbfilm von Géza von Bolváry, der 1946 als sog. „Überläufer“ in die Kinos kam.
Eine britisch-deutsche Koproduktion entstand 1955, die unter dem Titel Oh, Rosalinda! in Großbritannien und unter Fledermaus 1955 in die bundesdeutschen Kinos kam. Im selben Jahr wurde auch in der damaligen DDR eine Fassung unter dem Titel Rauschende Melodien gedreht. Eine weitere Verfilmung, diesmal für das Fernsehen und von Kurt Wilhelm inszeniert, stammt von 1959. Géza von Cziffra versuchte sich 1961 abermals an einer Verfilmung, die den Titel Die Fledermaus trägt. Eine Verfilmung fürs Fernsehen von Otto Schenk stammt von 1972. Die BBC hat 2003 in Coproduktion mit Arte eine Aufführung der Fledermaus im Clyndebourne Opera House in Sussex aufgenommen, ausgestrahlt und als DVD herausgebracht.